# 대한민국 헌법 제45조
대한민국 헌법 제45조는 대한민국 헌법의 조항이다. 국회의원의 발언 및 표결의 원외 면책에 대해서 서술하고 있다.

## 본문
국회의원은 국회에서 직무상 행한 발언과 표결에 관하여 국회 외에서 책임을 지지 아니한다. 

## 내용
국회의원이 국회에서 직무상 행한 발언과 표결에 대하여 국회 밖의 책임을 면해주고 있다. 여기서 국회 밖의 책임에는 당연히 형사소추도 포함되기 때문에 국회의원이 국회에서 직무상 행한 발언과 표결에 대해서는 형사처벌이 불가능한 것이다.

## 판례
- 헌법에는 자유위임의 명시적 규정은 없지만, 헌법 제7조 제1항의 공무원의 국민 전체의 봉사자 규정, 헌법 제45조의 면책특권 규정, 헌법 제46조 제2항의 국회의원의 국가이익우선의무 규정을 종합하여 볼 때, 헌법은 국회의원을 자유위임의 원칙하에 두었다고 할 것이다[1].

## 같이 보기
- 대한민국 헌법 제3장
- 대한민국 국회